# Robert C. Dynes
Robert Carr Dynes  (* 8. November 1942 in London, Ontario; † 30. Juni 2025) war ein kanadisch-US-amerikanischer Physiker und Hochschullehrer. Gebürtig in Kanada, erlangte er die US-Staatsbürgerschaft.

## Leben
Dynes studierte an der University of Western Ontario mit Bachelor-Abschluss 1964 und an der McMaster University mit Master-Abschluss 1965 und Promotion 1968. Als Post-Doktorand war er an den ATT Bell Laboratories und wurde dort 1970 fest angestellt. Ab 1975 leitete er die Abteilung Halbleiter, 1982/83 die Abteilung Materialwissenschaften (Material Physics Research) und von 1983 bis 1990 die Abteilung Forschung in chemischer Physik. 
1991 wurde er Professor an der University of California, San Diego, wo er 1994/95 der Physik-Fakultät vorstand und von 1996 bis 2003 Kanzler der Universität war. Dynes war von 2003 bis 2008 Präsident der University of California, wobei er gleichzeitig Professor an der University of California, Berkeley war und dort ein Labor über Supraleitung leitete.
1990 erhielt er den Fritz London Memorial Prize für seine breitgefächerten Beiträge zur Tieftemperaturphysik. Sie beinhalteten u. a. Tunnelstudien und theoretische Analysen zu stark gekoppelten Supraleitern, Studien zur kreativen Nutzung von Tunnelübergängen zur Messung der Quasiteilchen-Lebensdauern in Supraleitern und zur Untersuchung der Phononausbreitung in Festkörpern und in flüssigem Helium, und die Beobachtung schwacher Lokalisierung in zweidimensionalen Systemen (Laudatio).
Er befasste sich auch mit Elektronenstrahllithografie und Hochtemperatursupraleitern.
Dynes war Fellow der American Physical Society, des Canadian Institute for Advanced Research, der American Academy of Arts and Sciences und der National Academy of Sciences (1989). 1997 wurde er Ehrendoktor der McMaster University, der University of Western Ontario und der University of Toronto.